# 植松靖夫
植松 靖夫（うえまつ やすお、1953年 - ）は、日本の英文学者・辞書編纂者・翻訳家。

## 経歴
北海道生まれ。上智大学大学院博士後期課程修了。東北学院大学文学部教授。東北大学、弘前大学、仙台白百合女子大学、名古屋外国語大学大学院、宮城学院女子大学でも教鞭を執る。

## 業績・活動
学生時代より翻訳を手がけ、1980年代に国書刊行会初のベストセラーとなる翻訳書『法の書』など次々にオカルト関係の翻訳を出版。
国語国字問題に造詣が深く、市原豊太の薫陶を受けた。中村粲からは「学力もズバ抜けて居り、また正漢字・歴史的仮名遣の使用は完璧で、私の方が不明な点を植松君に尋ねる程だつた」と評されている。また、市原豊太を介して1970年代に近代日本の文芸評論の確立者とされる小林秀雄 の知遇を得る。1980年代に神田の古書店で、植草甚一の蔵書の相当数を引き取ったことでも知られる井光書店の店主・石井正則に可愛がられ、同書店を介して丸谷才一、篠田一士、西川正身らと親しく交流した。

## 著作

### 論考・単著
- 「超常現象と近代的学知」 『星幽界通信』1984年春季号　国書刊行会 1984年
- 「B.L.セント・アーマンド教授とラヴクラフト研究」『ユリイカ』青土社 1984年10月号
- 「H.P.ラヴクラフトと脱近代」　『定本ラヴクラフト全集』 第10巻 「月報」 国書刊行会 1985年
- 「“蠅”のデモノロジー」　『ユリイカ』　青土社　1987年
- 「クロウリー効果 - 神秘主義のテクノロジー」　『imago』　青土社 1990年
- 「『新英和中辞典』（第6版）の使い方」研究社　1995年
- 「『ニュースクール英辞典』の使い方」 研究社 2002年
- 「LordとSirの訳語をめぐって」　『英語青年』研究社 2003年
- 『The Book of the Homeの世界 - その時代背景と特色』 アティーナ・プレス　2004年
- 『An Encyclopedia of Domestic Economy 解題』 アティーナ・プレス　2005年
- 「翻訳ほりだし物」『東京新聞』2008年
- 「甦るアレイスター・クロウリー - 不死身の魔術師 -」『幻想と怪奇8号』 新紀元社　2021年
- 「魔術師の系譜・イギリス編　伝説のマーリンから伝説的クロウリーへ」『怪と幽』 vol. 014  KADOKAWA 2023年
- 「恐怖の本質と極秘の宗教」『新編 怪奇幻想の文学 4 黒魔術 』新紀元社 2023年

### 共著
- 刈田元司・共著『最期のことば  聖書から死刑囚まで』社会思想社・現代教養文庫　1989年
- 『世界・日本キリスト教文学事典』 教文館　1994年
- 『新和英中辞典』（第4版）研究社 1995年
- 『新カトリック大事典』第１巻 研究社　1996年
- 『ニュースクール英和辞典』 研究社　1998年
- 『新和英中辞典』（第5版） 研究社　2002年
- 『新和英大辞典』（第5版） 研究社　2003年
- 『ニュースクール英和辞典』（第2版） 研究社　2009年

### 解説
- オルダス・ハクスリー『すばらしい新世界』 黒原敏行訳、光文社古典新訳文庫 2013年

### 監修
- 『テムズ川でゆく！　英国の世界遺産』 TBSテレビ 2016年8月21日放映

### 翻訳
- 『魔術の復活』（ケネス・グラント、国書刊行会、世界魔法大全） 1983年
- 『心霊的自己防衛』（ダイアン・フォーチュン、大島有子共訳、国書刊行会、世界魔法大全） 1983年
- 『モスマンの黙示』（ジョン・A・キール、国書刊行会、超科学シリーズ） 1984年
- 「ニュー・インドランドのデカダン派 - H.P.ラヴクラフト論」（B・L・セント・アーマンド、青土社、『ユリイカ』） 1984年
- 『心霊の次元』（ナンドー・フォダー、栩木伸明, 手塚裕子共訳、国書刊行会、超科学シリーズ） 1985年
- 「文学と超自然的恐怖」（H.P.ラヴクラフト、佐藤嗣二, 並木二郎, 福岡洋一, 岩井孝共訳、国書刊行会、『定本ラヴクラフト全集 7-1 (評論篇)』） 1985年
- 「ラヴクラフトとボルヘス」（B.L.セント・アーマンド、佐藤嗣二, 並木二郎, 福岡洋一, 岩井孝共訳、国書刊行会、『定本ラヴクラフト全集 7-1 (評論篇)』） 1985年
- 『アレイスター・クロウリーと甦る秘神』（ケネス・グラント、国書刊行会、アレイスター・クロウリー著作集 別巻 3） 1987年
- 『イギリス小説入門 ディケンズからコンラッドまで』（A・ジョンソン、高科書店） 1988年
- 『ヴィクトリア朝の下層社会』（ケロウ・チェズニー、中坪千夏子共訳、高科書店） 1991年
- 『ロンドン路地裏の生活誌 ヴィクトリア時代』（ヘンリー・メイヒュー、ジョン・キャニング編、原書房） 1992年
  - 『新装版 ヴィクトリア時代 ロンドン路地裏の生活誌』（原書房）2011年
- 『図説テムズ河物語』（ガヴィン・ウェイトマン、東洋書林） 1996年
- 『図説イギリス物語』（クリストファー・ヒバート、小池滋監訳、東洋書林） 1998年
- 『十九世紀イギリスの日常生活』（クリスティン・ヒューズ、松柏社） 1999年
- 『図説世界の数学の歴史』（リチャード・マンキェヴィチ、秋山仁監修、東洋書林） 2002年
- 『美の歴史』（ウンベルト・エーコ編著、監訳、川野美也子訳、東洋書林） 2005年
- 『文学シンボル事典』（マイケル・ファーバー、東洋書林） 2005年
- 『人狩り 連続殺人犯を追いつめろ!』（コリン・ウィルソン、悠書館） 2008年
- 『心霊博士ジョン・サイレンスの事件簿』（アルジャナン・ブラックウッド、創元推理文庫） 2009年
- 『西洋博物学者列伝 アリストテレスからダーウィンまで』（ロバート・ハクスリー編著、悠書館） 2009年
- 『世界探検家列伝 海・河川・砂漠・極地、そして宇宙へ』（ロビン・ハンベリ-テニソン編著、悠書館） 2011年
- 『世界幻想文学大全1 幻想文学入門』（東雅夫編、筑摩書房） 2012年
- 『ロンドン貧乏物語 ヴィクトリア時代呼売商人の生活誌』（ヘンリー・メイヒュー、悠書館） 2013年
- 『世界歴史地名大事典』1 - 3（コートランド・キャンビー & デイビッド・S・レンバーグ、柊風舎） 2017年 - 2018年

#### アレイスター・クロウリー
- 『魔術 理論と実践』下（アレイスター・クロウリー、島弘之, 江口之隆共訳、国書刊行会、世界魔法大全2） 1983年
  - 新装版『魔術 理論と実践』（島弘之, 江口之隆 共訳、国書刊行会） 1997年
- 『法の書』（アレイスター・クロウリー、島弘之共訳、国書刊行会） 1983年
  - 『法の書』新訳版（国書刊行会） 2022年 - 増補版の単独訳
  - 『法の書』愛蔵版（国書刊行会） 2022年
  - 『法の書』普及版（国書刊行会） 2022年
- 『麻薬常用者の日記』（アレイスター・クロウリー、国書刊行会、アレイスター・クロウリー著作集3） 1987年
  - 『麻薬常用者の日記〔新版〕 Ⅰ 天国篇』 （国書刊行会） 2017年
  - 『麻薬常用者の日記〔新版〕 II 地獄篇』（国書刊行会） 2017年
  - 『麻薬常用者の日記〔新版〕 III 煉獄篇』（国書刊行会） 2017年

### メディア・映像
- 「＜仙台圏域これくしょん＞（２）サイン本／外国作家と手紙で交流」河北新報 2018年7月17日夕刊
- ユネスコ創造都市やまがた 第28回 Creative Café｜H.P. ラヴクラフト＆クトゥルー神話を語る〜コズミック・ホラー（宇宙的恐怖）の起源〜 2020年10月31日(土) YouTube配信開始
- 『ダークサイドミステリー』「悪魔と天使を呼んだ男 20世紀最大の魔術師クロウリー伝説」NHK BSプレミアム 2021年9月16日放映
- ユネスコ創造都市やまがた 第36回Creative Café｜H.P.ラヴクラフト＆クトゥルー神話を語る Part 2 〜「ダゴン」「狂気山脈」を読み解く〜2022年8月29日(月) YouTube配信開始

### トークイベント・サイン会
- 「怪談・幻想文学ベストブック2017」喜久屋書店仙台店 2018.1
- 「魔術学講座vol.13　アレイスター・クロウリー　解体新書」銀座BAR十誡  2018.7
- 「怪談・幻想文学ベストブック2018」喜久屋書店仙台店 2019.1
- 「怪談・幻想文学ベストブック2019」喜久屋書店仙台店 2020.1
- 「佐藤厚志氏　芥川賞受賞を讃える会」記念トークイベント「『荒地の家族』をめぐって」東北学院大学五橋キャンパス　2023.4
- 「国書刊行会・翻訳者トーク：ちょっとこわい英米文学のおはなし」仙台フォーラス　2023.4
- 「『法の書 〔増補新訳〕 愛蔵版』（アレイスター・クロウリー／国書刊行会）第56回造本装幀コンクール受賞記念トーク」仙台フォーラス３階 BOOKSPACEあらえみし　2023.7
- 「読書の秋！　オススメの幻想文学はコレだ！」　イービーンズ古本まつりトークイベント  2024.10
- 「高校生のための《創造する読書》〜作者の意図を超えて〜」東北学院大学英文学科公開講義 2024.10
- 「『Viva Niki タロット・ガーデンへの道』ヴィヴィアン佐藤と解説トーク」 フォーラム仙台 2024.11

## その他
- 第168回芥川龍之介賞を受賞した小説家の佐藤厚志は、東北学院大学文学部英文学科で植松ゼミの所属であった[3]。